# Doan-myeon
Doan-myeon (koreanska: 도안면) är en socken i kommunen Jeungpyeong-gun i provinsen Norra Chungcheong i den centrala delen av Sydkorea, 100 km sydost om huvudstaden Seoul.